# مایکل ادمتویت
مایکل ادمتویت (انگلیسی: Michael Adamthwaite؛ زادهٔ ۱ سپتامبر ۱۹۸۱) یک بازیگر سینما اهل کانادا است.
از فیلم‌ها یا برنامه‌های تلویزیونی که وی در آن نقش داشته است می‌توان به آشوب، شاخ‌ها، غول بزرگ مهربان اشاره کرد.